# Kloster Nienburg

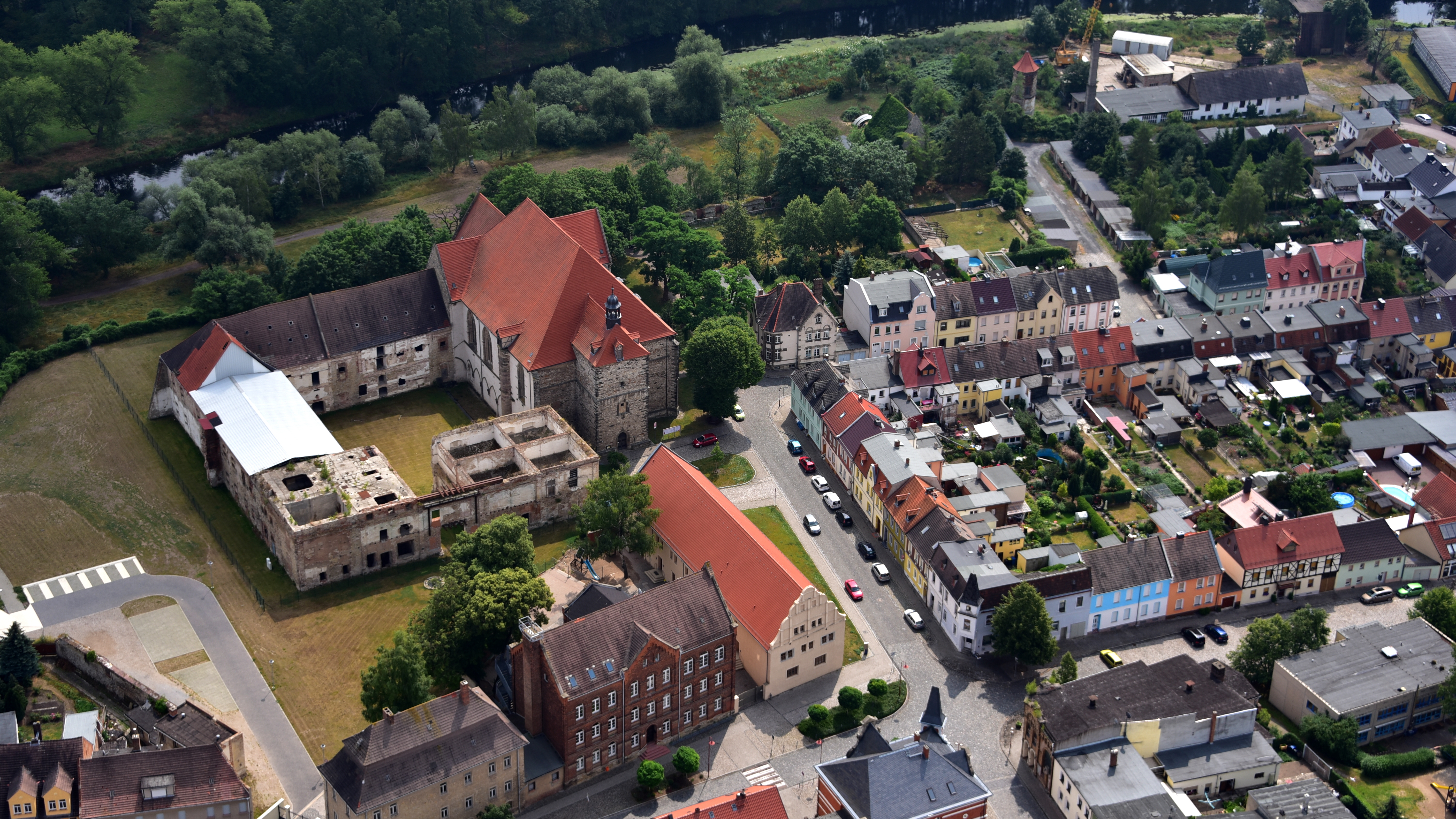
Kloster Nienburg, Luftaufnahme (2017)

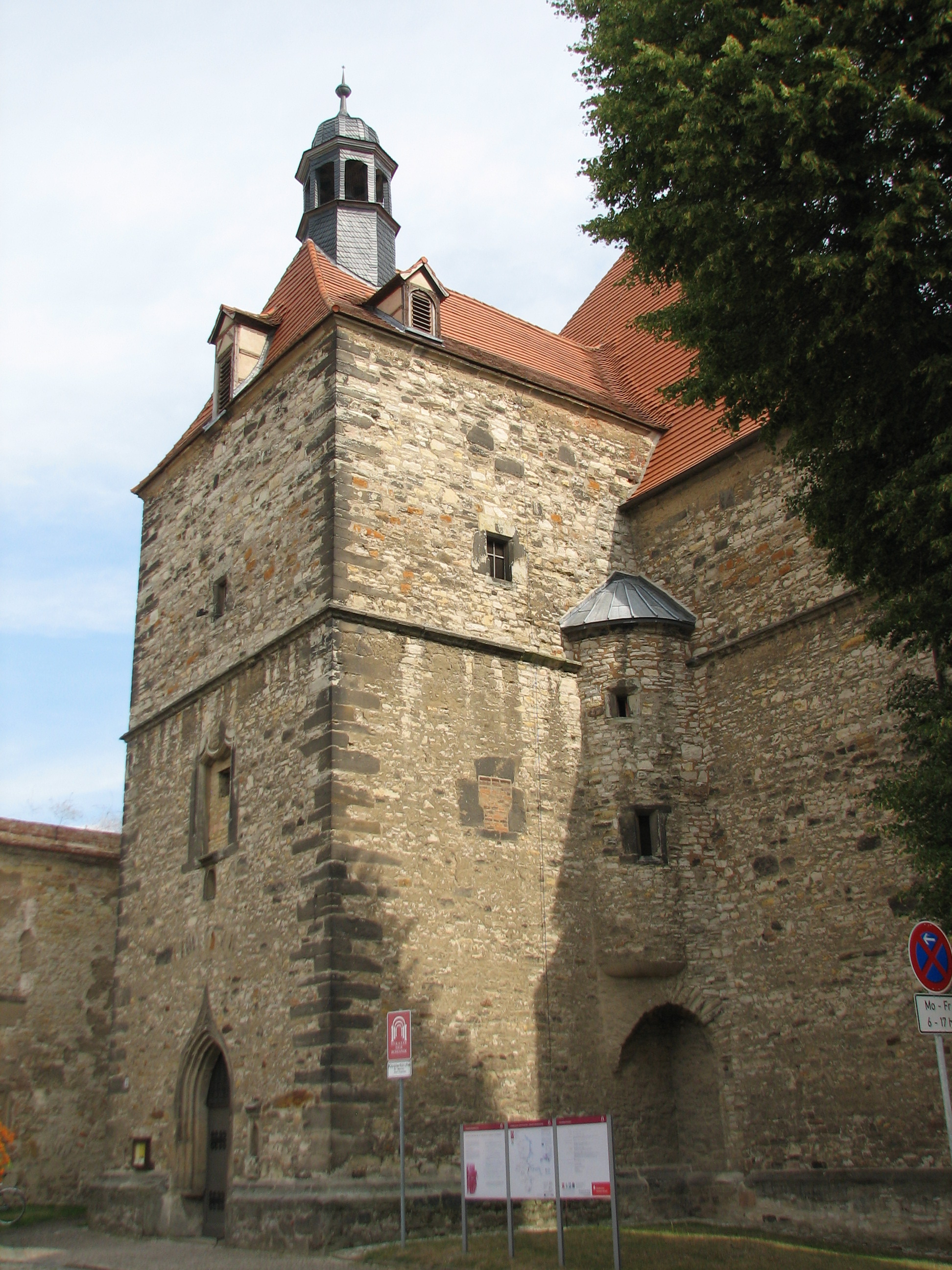
Klosterkirche St. Marien und St. Cyprian, Westturm mit Portal

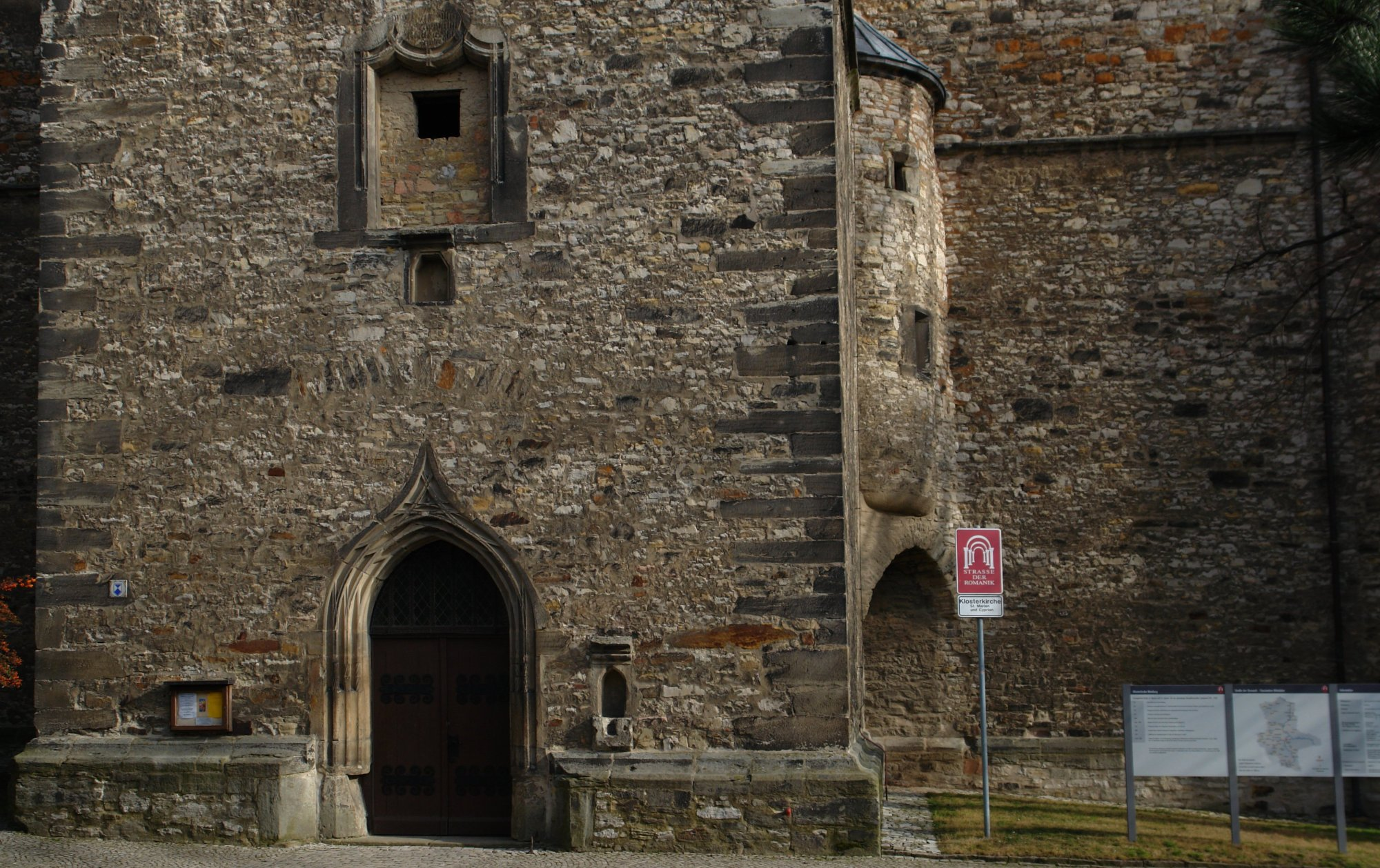
Portal der Klosterkirche Nienburg

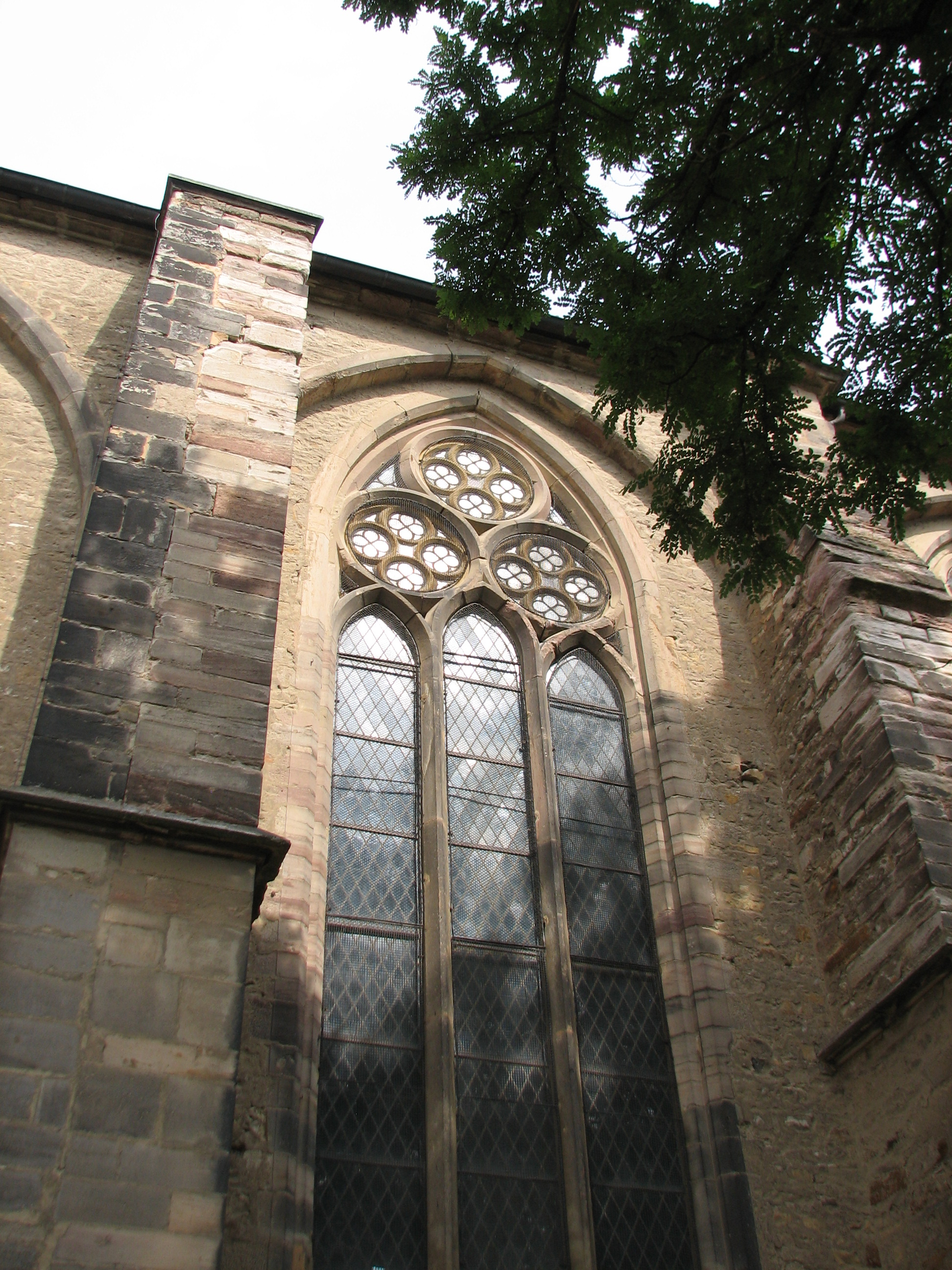
Klosterkirche St. Marien und St. Cyprian, Seitenflügel mit Kirchenfenster

Das Kloster Nienburg war ein Kloster der Benediktiner in Nienburg an der Saale im Salzlandkreis, Sachsen-Anhalt, zu dem die Klosterkirche St. Marien und St. Cyprian gehört.
Die Klosterkirche Nienburg ist eine frühgotische Hallenkirche mit romanischen Bestandteilen, die in den wesentlichen Bauteilen aus dem 13. Jahrhundert stammt. Sie ist eine der frühesten gotischen Hallenkirchen in Mitteldeutschland und hat einen harmonischen, lichten Innenraum. Sie ist eine Station der Straße der Romanik.

## Geschichte
Auf dem Areal wurde zwischen 930 und 950 die „Neue Burg“ (= Nienburg) errichtet. Mit dem Ziel, die damals noch sorbische Bevölkerung der Region zu missionieren, wurde im Jahre 975 die 970 in Thankmarsfelde im Harz gegründete Benediktiner-Abtei in das Kastell verlegt. Die Umbauarbeiten dauerten über 30 Jahre.
Erst am 8. August 1004 wurde der Vorgängerbau der bis heute erhaltenen Klosterkirche im Beisein König Heinrichs II. geweiht, der sich auf Kriegszug gegen die Polen befand. Gleichzeitig erhielt die Stadt das Markt- und Münzrecht. Das Kloster wurde von Kaiser Otto II. zu einem Reichskloster erklärt. Es entwickelte sich bald zu einem der wohlhabendsten Klöster der Region. Zum Kloster gehörten zahlreiche Besitzungen und Orte, darunter Harzgerode, Niemitsch und Lübben. Sie lagen jedoch isoliert zwischen Harz und Lausitzer Neiße verstreut. Noch 1115 bedrohten aufständische Sorben letztmals die Gebiete des Klosters Nienburg.
Um 1073 machte Graf Adalbert (von Ballenstedt), der Großvater Albrechts des Bären, dem Kloster mehrere Schenkungen. 1166 übertrug Kaiser Friedrich Barbarossa das Kloster Nienburg und die Burg Freckleben dem Erzbistum Magdeburg im Tausch gegen dessen Besitzungen am Rhein – die Burg Schönburg, das Dorf Oberwesel und den Hof Jugenheim. Infolgedessen musste Markgraf Albrecht der Bär von Brandenburg nach schließlich vergeblichem Widerstand seine bisher vom Reich zu Lehen gehende Vogtei über das Nienburger Kloster vom Magdeburger Erzbischof zu Lehen nehmen. Zwischen Albrechts Enkel, Fürst Heinrich von Anhalt, und den Nienburger Äbten kam es zu einem erbitterten Streit, der 1239 mit einer Beschneidung der Rechte des Vogtes endete.
Als Folge der Reformation und der Bauernkriege wurde das Kloster 1563 an die Fürsten von Anhalt-Köthen übergeben, die das Klausurgebäude von 1680 bis 1690 umbauten, um es als Schloss und Witwensitz zu nutzen. Hier lebte unter anderem die verwitwete Fürstin von Anhalt-Köthen, Gisela Agnes von Rath (1669–1740), als Reichsgräfin von Nienburg. Sie stiftete 1711 das Köthener Adlige Damenstift, später Gisela-Agnes-Stift genannt. Formell noch unter ihrer Regentschaft, doch finanziert durch ihren Sohn Leopold von Anhalt-Köthen, wurde 1714 die Hofkapelle von Schloss Köthen gegründet, hauptsächlich aus Mitgliedern der im Vorjahr aufgelösten Berliner Hofkapelle. Erster Kapellmeister war der Opernkomponist Augustin Reinhard Stricker, der drei Jahre später 1717 durch Johann Sebastian Bach abgelöst wurde.
Im Jahre 1871 wurde das Nienburger Schloss an einen Industriellen verkauft, der das Gebäude zu einer Malzfabrik umbaute. 1996 wurden Teile desselben durch einen von spielenden Kindern verursachten Brand zerstört.

## Varia
- 67 Bände der Klosterbibliothek, darunter eine Pergamenthandschrift aus dem 10. Jahrhundert, kamen 1567 in die Bibliothek des Stifts St. Bartholomäi in Zerbst/Anhalt und mit dieser 1803 in die Francisceumsbibliothek.

## Bilder der Klosterkirche St. Marien und St. Cyprian

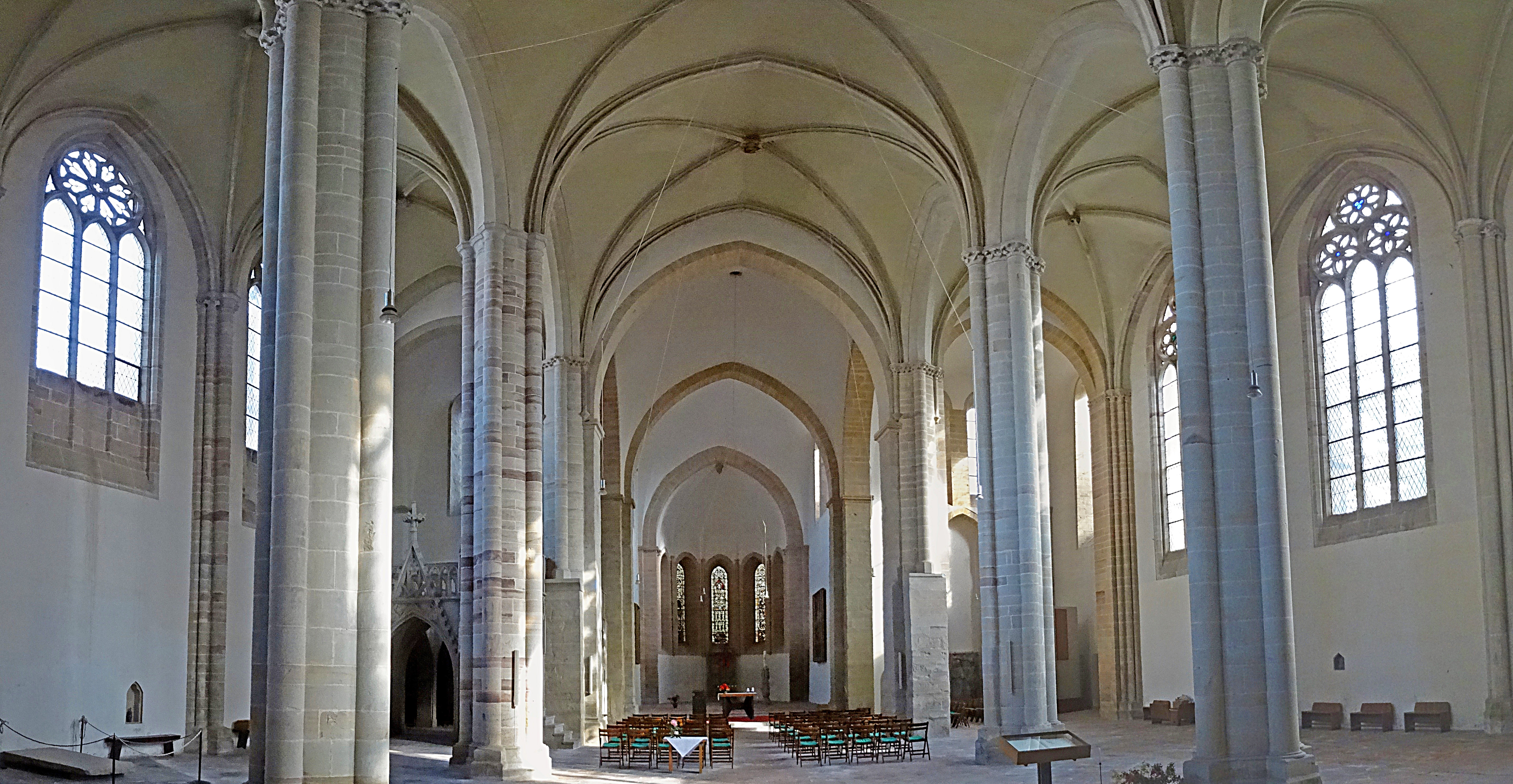
Blick ins Kirchenschiff
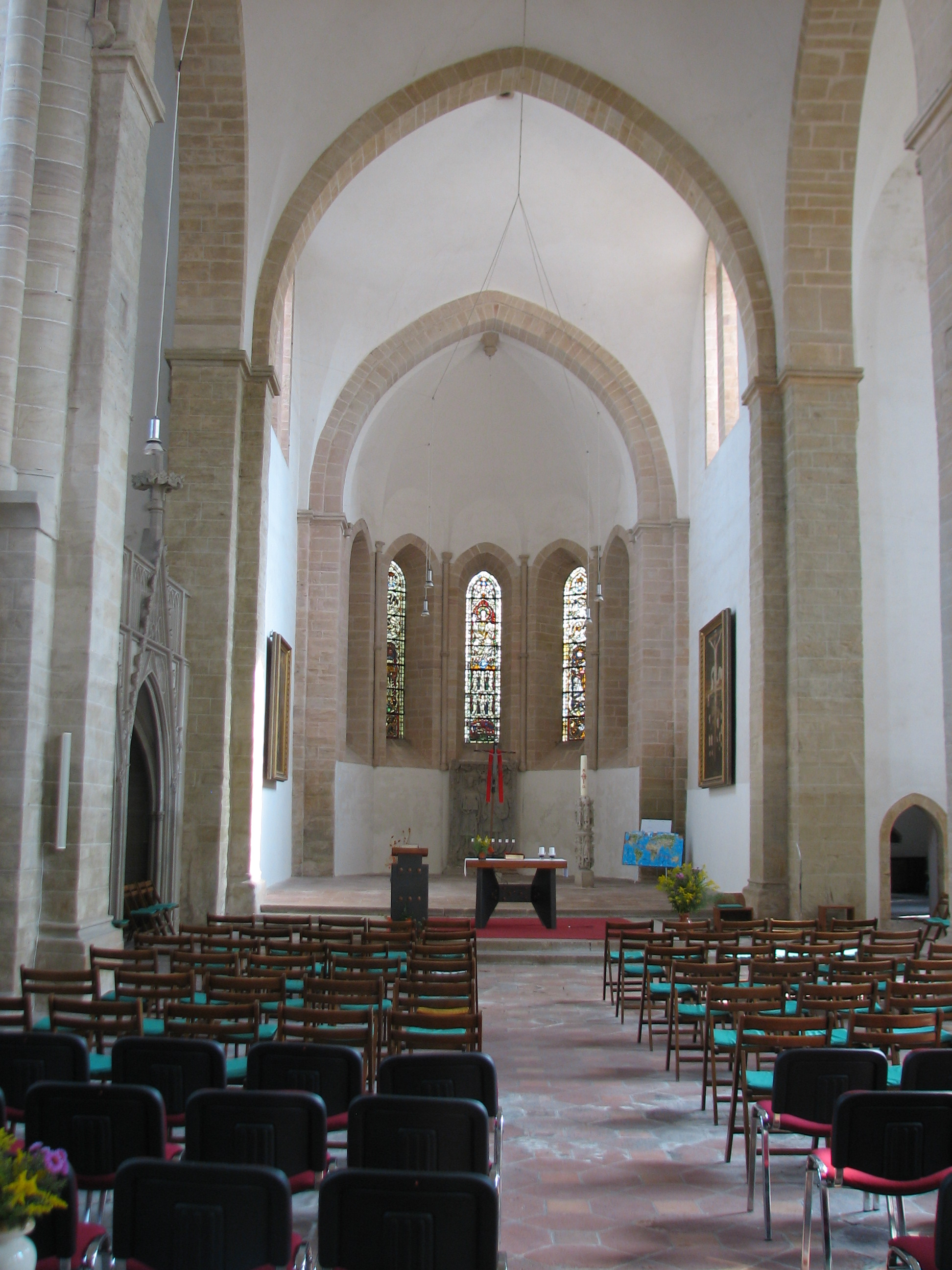
Blick zum Altar
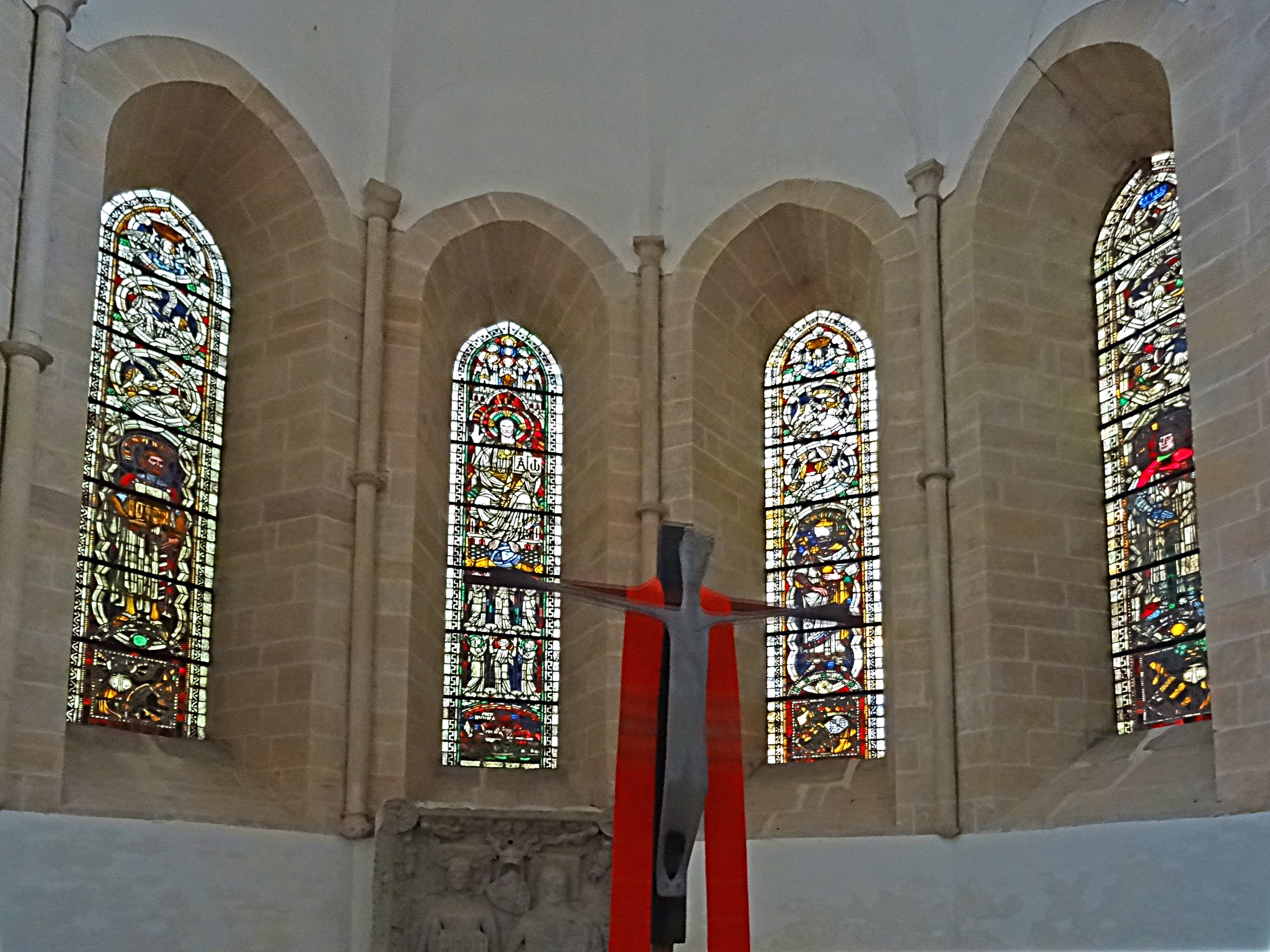
Altar und Buntglasfenster
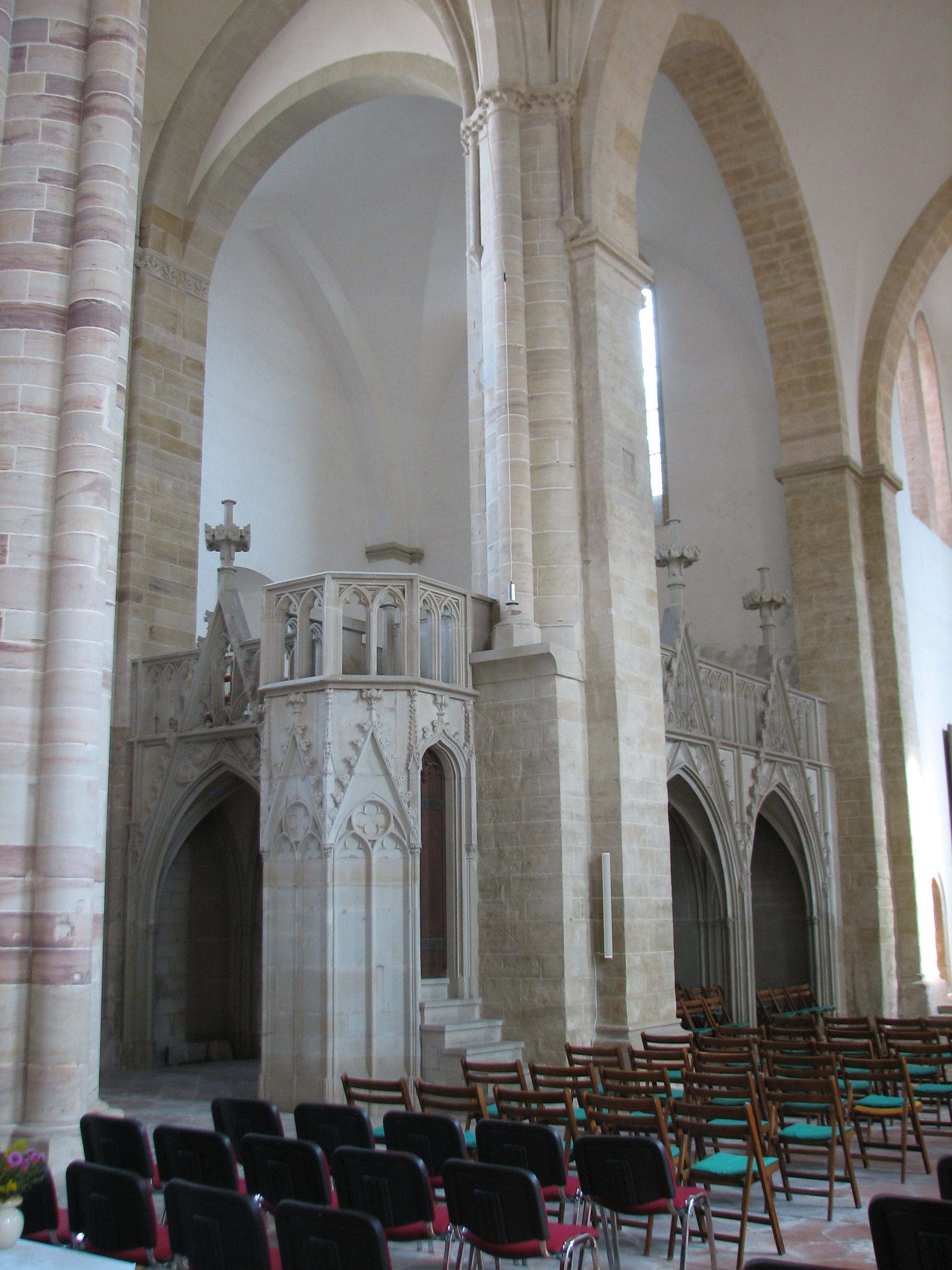
Seitlich neben dem Altar
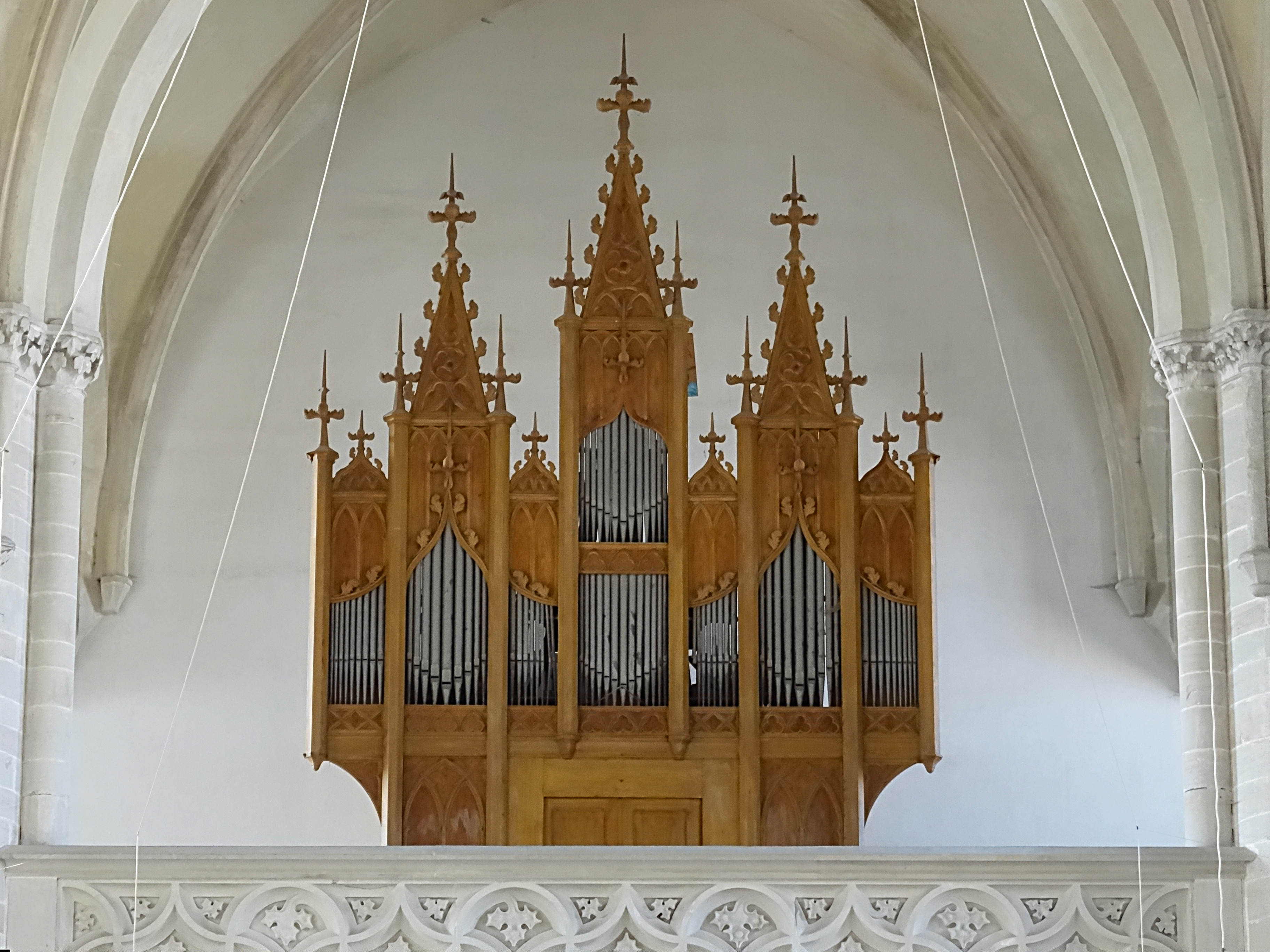
Blick zur Orgelempore
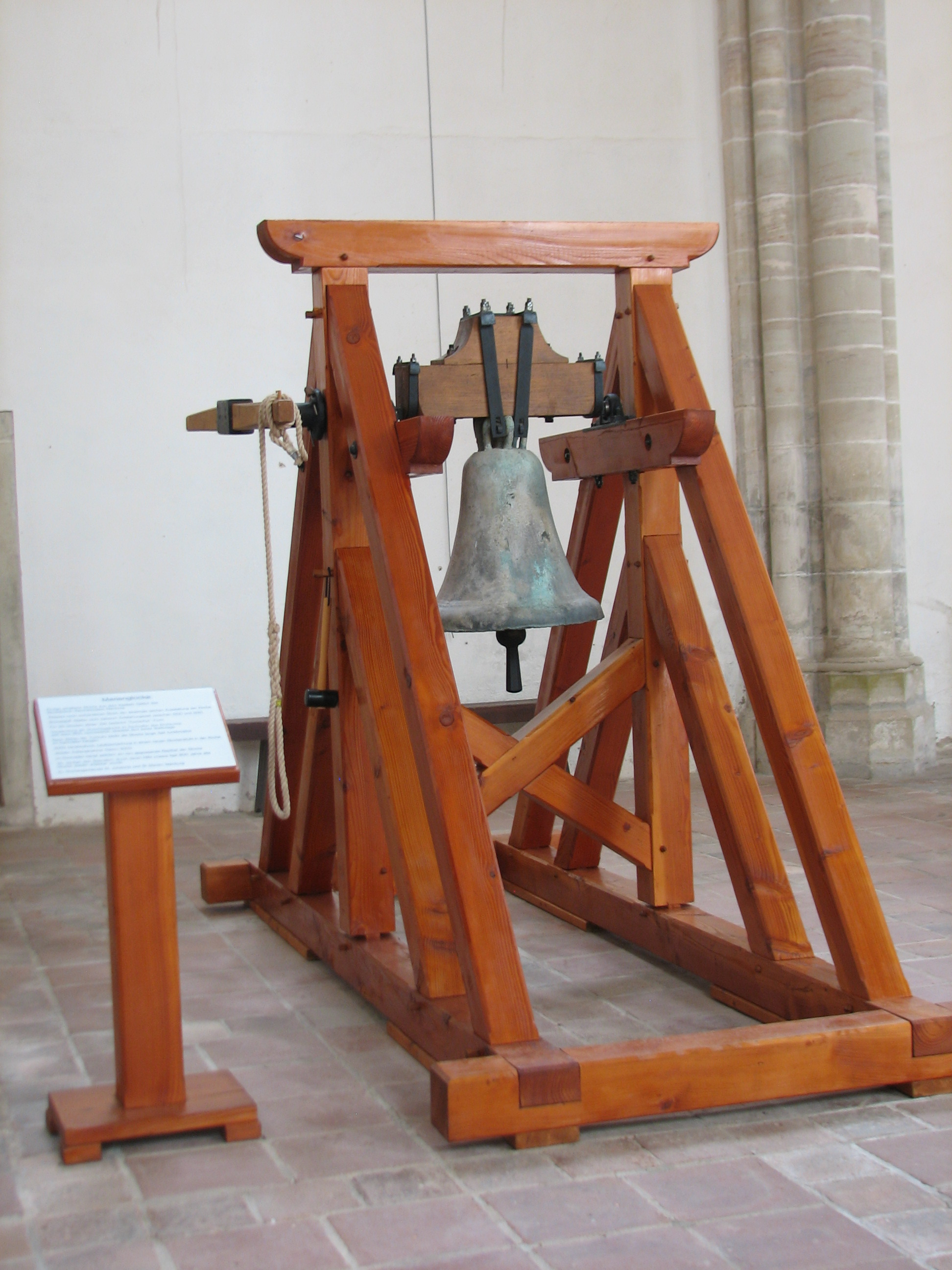
Neuzeitlicher Glockenstuhl mit der historischen Marienglocke
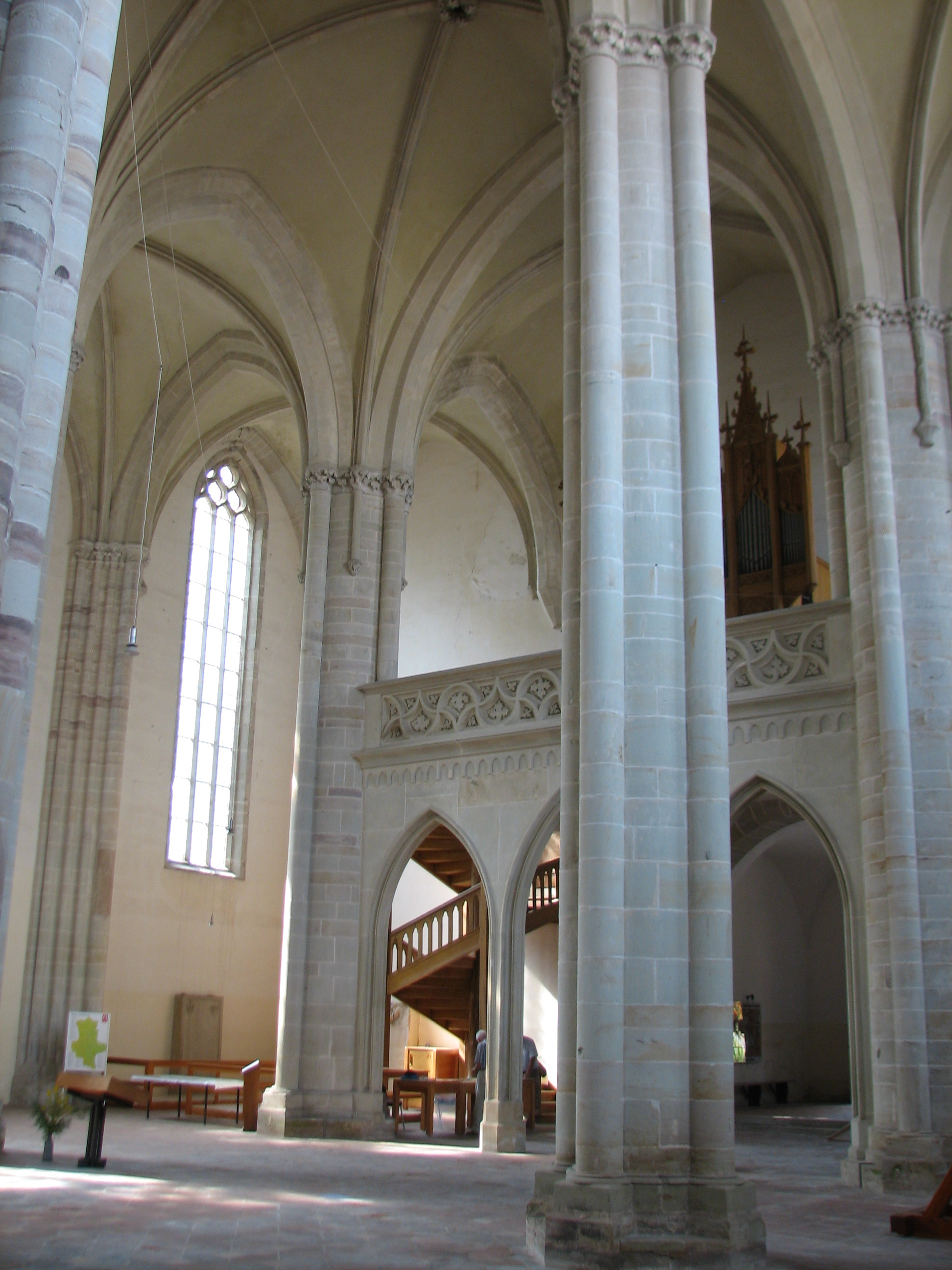
Seitenbereich der Orgelempore
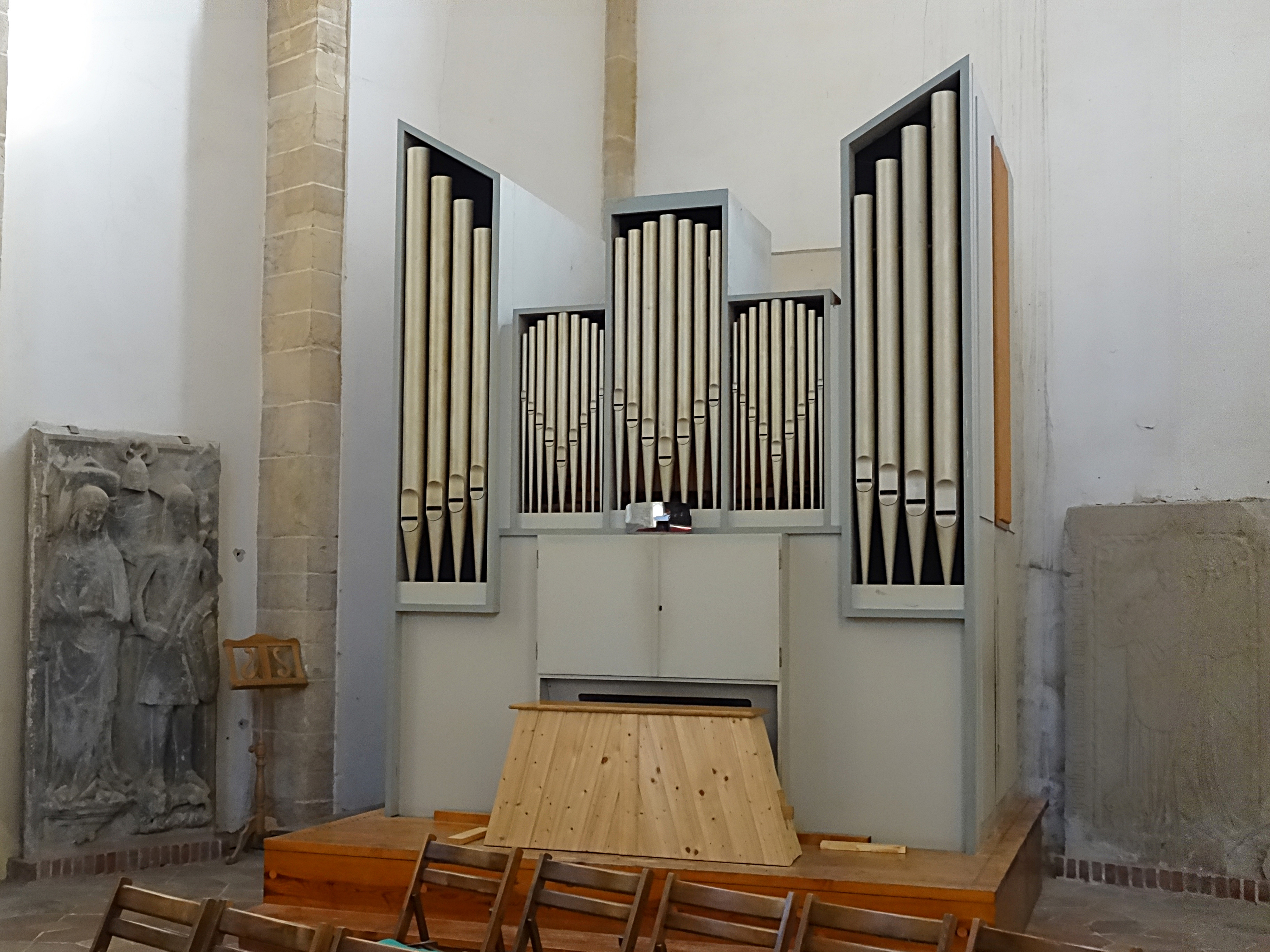
Kleinorgel im rechten Seitenschiff